# Europakwartier (IJsselstein)
Europakwartier is een buurt van IJsselstein, in de Nederlandse provincie Utrecht. De wijk heeft 1460 inwoners (2023).. 
De buurt grenst met de klok mee aan de buurten Oranjekwartier, IJsselveld-Oost, Rijpickerwaard en Hazenveld en Overwaard. De straten in de buurt zijn allen vernoemd naar Europese landen. 

## Geschiedenis
De meeste bebouwing is eind jaren 60 van de 20e eeuw gebouwd. Het betroffen grondgebonden woningen in het centrum van De buurt met vooral langs de randen appartementenflats. Daarvoor was slechts sprake van enkele sporadische gebouwen langs de Utrechtseweg en de Poortdijk. In de jaren jaren 90 van de 20e eeuw zijn leeggebleven gebieden in de buurt opgevuld met nieuwe bebouwing, meest woningen. 

## Voorzieningen
In het noorden van de buurt bevindt zich zwembad De Hooghe Waerd alsmede een kerk en een moskee. Aan de westzijde van de buurt bevindt zich nog een kerk en een sporthal. 

## Openbaar Vervoer
Aan de noordkant van De buurt ligt het tracé van de Utrechtse Sneltram. Nabij de Poortdijk bevindt zich de halte Hooghe Waerd.
Stad: IJsselstein      Buurtschappen: Achtersloot · Klaphek · Knollemanshoek (deels)

Woonwijken: Centrum · Noord · West · Zuid

Woonbuurten: Binnenstad · Nieuwpoort · Groenvliet · Kasteelkwartier · Europakwartier · Oranjekwartier · IJsselveld-Oost · IJsselveld-West · IJsseloevers · Hazenveld en Overwaard · Panoven · De Hoven en De Boomgaard · De Tuinen · Het Hart · De Wereldsteden · De Rivieren · Het Staatse · Benschopperpoort en Het Podium · Achterveld-Zuid · Achterveld-West · Achterveld-Noord · Achterveld-Oost · Eiterse Waard · Landelijk gebied Noord · Landelijk gebied Zuid

Overige buurten: Rijpickerwaard · Paardenveld · Over Oudland · Industrieterrein Lage Dijk · Bedrijventerrein De Corridor
Utrecht · Plaatsen in de provincie      Nederland · Provincies · Gemeenten